# Aleksei Rémizov
Aleksei Rémizov   (Moscou, 24 de juny de 1877 (Julià) - París, 26 de novembre de 1957), nom complet amb patronímic Aleksei Mikhàilovitx Rémizov, rus: Алексе́й Миха́йлович Ре́мизов, fou un escriptor modernista rus, la imaginació creativa del qual va desviar-se envers allò fantàstic i estrany. A banda de les obres literàries, Rémizov era un expert cal·lígraf que buscava reviure aquest art medieval a Rússia

## Biografia
Rémizov va ser criat en el marc mercantil de Moscou. Com a estudiant de la Universitat de Moscou, va estar involucrat en la política radical i va passar vuit anys a la presó i exiliat a Sibèria. En aquell moment, va desenvolupar un gran interès pel folklore rus i es va casar amb la paleògrafa Serafima Pàvlovna Rémizov-Dovgel·lo (1876-1943), que el va posar en contacte amb els Roerichs.
El 1905 es va instal·lar a Sant Petersburg i va començar a imitar contes populars medievals. La seva ambició pròpia era capturar "l'amargor i l'absurd de la imaginació del folklore". Les estilitzacions capritxoses de la vida dels sants de Rémizov van ser ignorades al principi, en part a causa del seu llenguatge florit i turgent, però les seves obres de prosa més tradicionals en el submón de les ciutats russes li van atorgar una gran publicitat.
En la seva novel·la satírica "La pandereta irreprimible", rus: Неуемный бубен (1910), Rémizov va representar les excentricitats i supersticions dels sectaris rurals.
En el moment de la revolució russa de 1917, Rémizov s'havia centrat a imitar obres més o menys fosques de la literatura russa medieval. Va respondre a la revolució pel "Laïc de la ruïna de la terra russa", una paràfrasis del treball del segle xiii que lamentava la invasió mongola de Rússia. El 1921 es va traslladar a Berlín i després al 1923, a París, on va publicar un relat sobre les seves actituds cap a la revolució sota el títol de Vzvikhrónnaia Rus rus: Взвихрённая Русь, "Remolí de Rússia" (1927).
Durant els seus anys a l'exili, Rémizov va presentar una sèrie d'obres estranyes, amb dimonis i criatures de malson. L'escriptor també va desenvolupar un gran interès pels somnis i va escriure algunes obres sobre el tema que incloïen figures destacades de la literatura russa (Gógol, Dostoievski i altres). Tot i que era un escriptor molt prolífic, moltes de les seves obres no van trobar un editor (de fet, des de 1931 fins a 1952 no hi va haver un sol llibre publicat)
Rémizov també va ser el primer autor modernista rus a cridar l'atenció de les lluminàries del món literari parisenc, com James Joyce. La seva reputació va patir un declivi quan, després de la Segona Guerra Mundial, va anunciar el seu interès a tornar a la Unió Soviètica i fins i tot va obtenir un passaport soviètic (que no va tenir possibilitat d'utilitzar). Després d'això, Rémizov va ser bandejat pels literats de l'emigració, el més cèlebre dels quals, Vladímir Nabókov, solia dir que l'única cosa agradable de Rémizov era que realment vivia en el món de la literatura. Entre 1952 i 1957 es van publicar alguns llibres de Rémizov, tot i que només es va imprimir una quantitat molt limitada de còpies.